# Hartwig Bleidick
Hartwig Bleidick (født 26. december 1944 i Soest, Tyskland) er en tysk tidligere fodboldspiller (forsvarer) Han spillede to landskampe for Vesttyskland i juni 1971, en EM-kvalifikationskamp mod Albanien og en venskabskamp mod Norge.
Bleidick spillede på klubplan for Borussia Mönchengladbach, og vandt to tyske mesterskaber med klubben.

## Titler
Bundesligaen
- 1970 og 1971 med Borussia Mönchengladbach

DFB-Pokal
- 1973 med Borussia Mönchengladbach